# Oldenlandia rufescens
Oldenlandia rufescens är en måreväxtart som beskrevs av Schinz. Oldenlandia rufescens ingår i släktet Oldenlandia och familjen måreväxter.
Artens utbredningsområde är Kongo-Kinshasa. Inga underarter finns listade i Catalogue of Life.